# 牙買加中心-帕森斯／阿徹車站
牙買加中心-帕森斯/阿徹車站（英語：Jamaica Center–Parsons/Archer station），曾稱「牙買加中心-帕森斯林蔭路車站」（英語：Jamaica Center–Parsons Boulevard station），是美國紐約地鐵IND及BMT阿徹大道線的北端總站，位於皇后區牙買加帕森斯林蔭路及阿徹大道。此站也是東皇后區的主要轉乘站之一，取代BMT牙買加線的160街車站，不經意間也取代了聯合廳街長島鐵路車站。此站在1988年12月11日啟用，設有E線（任何時候停站）、J線（任何時候停站）及Z線（僅繁忙時段的尖峰方向停站）列車服務。

## 車站結構
| G          | 街道層   | 出入口                                                                       |
| B1         | 夾層     | 閘機、車站詢問處、MetroCard自動售票機                                        |
| B2 IND月台 | 西行     | ← 往世界貿易中心 (牙買加-凡維克)                                             |
| B2 IND月台 | 島式月台 |                                                                              |
| B2 IND月台 | 東行     | → 往牙買加中心-帕森斯／射手 (總站) →                                         |
| B3 BMT月台 | 西行     | ← 往寬街 (早上繁忙時段往111街，其餘時間往121街) ← 早上繁忙時段往寬街 (121街) |
| B3 BMT月台 | 島式月台 |                                                                              |
| B3 BMT月台 | 東行     | → 往牙買加中心-帕森斯／射手 (總站) →                                         |

此站是一個雙層車站，E線列車任何時候都停靠上層（IND），而J線和Z線列車則停靠下層（BMT），J線在任何時候停站，而Z線則僅繁忙時段的尖峰方向停站。每層各設有一個島式月台和兩條軌道。兩個月台全長600英呎，是標準B分部列車的長度，然而BMT東分部列車只有480英呎長，下層月台兩端未使用的位置都設有欄杆防止乘客意外跌落軌道。

## 外部連結
- nycsubway.org—IND Queens Boulevard Line: Jamaica Center/Parsons–Archer
- Station Reporter — E Train
- Station Reporter — J Train
- The Subway Nut — Jamaica Center–Parsons/Archer Pictures （页面存档备份，存于）
- MTA's Arts For Transit — Jamaica Center–Parsons/Archer （页面存档备份，存于）
- Parsons Boulevard entrance from Google Maps Street View （页面存档备份，存于）
- 153rd Street entrance from Google Maps Street View
- 158th Street entrance from Google Maps Street View （页面存档备份，存于）
- Upper level from Google Maps Street View
- Lower level from Google Maps Street View